# Tony Hill (football américain, 1968)
(en) Statistiques sur pro-football-reference
(en) Statistiques sur statscrew
Antonio LaVosia Hill (né le 23 août 1968 à Augusta) est un joueur américain de football américain évoluant au poste de defensive end.

## Enfance
Hill étudie à la Warren County High School de Warrenton et est considéré comme l'un des plus grands athlètes de l'histoire du lycée,.

## Carrière

### Université
De 1987 à 1990, il fréquente l'université du Tennessee à Chattanooga et joue pour l'équipe de football américain des Mocs. Il se révèle comme l'un des meilleurs sackeurs de l'école avec treize sacks sur sa scolarité et reçoit une nomination dans l'équipe de la Southern Conference 1990 ainsi qu'une distinction All-American.

### Professionnel
Tony Hill est sélectionné au quatrième tour de la draft 1991 de la NFL par les Cowboys de Dallas au 108e choix. Le natif de Géorgie n'arrive pas à s'imposer dans cette équipe et dispute deux saisons comme remplaçant, totalisant treize rencontres de saison régulière. Actif pendant une grande partie de la saison 1992, il ne participe pas à la victoire des Cowboys au Super Bowl XXVII du fait d'une blessure. Non conservé dans l'effectif, il tente sa chance chez les Buccaneers de Tampa Bay mais n'est pas conservé pour la saison 1994.
Le defensive end se tourne vers le football canadien et les Blue Bombers de Winnipeg où il joue trois saisons, de 1994 à 1996. Cantonné à un poste de remplaçant bien souvent, il dispute vingt matchs et réalise trente-cinq tacles et trois sacks,.